# Fabrizio (Vorname)
Fabrizio ist ein männlicher Vorname, abgeleitet vom römischen Gentilnamen Fabricius.

## Namensträger
- Fabrizio De André (1940–1999), italienischer Liedermacher
- Fabrizio De Angelis (* 1940), italienischer Filmregisseur und -produzent
- Fabrizio Barbazza (* 1963), italienischer Rennfahrer
- Fabrizio Borsani (* 1998), Schweizer Schauspieler
- Fabrizio Bosso (* 1973), italienischer Jazztrompeter
- Fabrizio Capucci (1939–2024), italienischer Schauspieler
- Fabrizio Castori (* 1954), italienischer Fußballtrainer
- Fabrizio Clerici (1913–1993), italienischer Architekt und Künstler
- Fabrizio Faniello (* 1981), maltesischer Popsänger
- Fabrizio Giovanardi (* 1966), italienischer Automobilrennfahrer
- Fabrizio González, uruguayischer Pokerspieler
- Fabrizio Grillo (* 1987), italienischer Fußballspieler
- Fabrizio Guidi (* 1972), italienischer Radrennfahrer
- Fabrizio Levita (* 1976), italienisch-deutscher Popsänger
- Fabrizio Meoni (1957–2005), italienischer Rallye-Raid-Motorradrennfahrer
- Fabrizio Miccoli (* 1979), italienischer Fußballnationalspieler
- Fabrizio Mordente (1532–um 1608), italienischer Mathematiker
- Fabrizio Moro (* 1975), italienischer Cantautore
- Fabrizio Paolucci (1651–1726), italienischer Bischof
- Fabrizio Pirovano (1960–2016), italienischer Motorradrennfahrer
- Fabrizio Plessi (* 1940), italienischer Künstler
- Fabrizio Poletti (* 1943), italienischer Fußballspieler und -trainer
- Fabrizio Ravanelli (* 1968), italienischer Fußballspieler und -trainer
- Fabrizio Ravasi (* 1965), italienischer Leichtgewichts-Ruderer
- Fabrizio Ronchetti (* 1985), uruguayischer Fußballspieler
- Fabrizio Dionigi Ruffo (1744–1827), italienischer Kardinal
- Fabrizio Saccomanni (1942–2019), italienischer Wirtschaftswissenschaftler und Finanzminister
- Fabrizio Serbelloni (1695–1775), italienischer Kardinal
- Fabrizio Spada (1643–1717), italienischer Kardinal
- Fabrizio Zilibotti (* 1964), italienischer Wirtschaftswissenschaftler